# 1967 في الأردن
فيما يلي قوائم الأحداث التي وقعت خلال عام 1967 في الأردن.